# Штайнберг, Карл-Херманн
Карл-Херманн Штайнберг (нем. Karl-Hermann Steinberg; 22 июня 1941, Хайлигенштадт — 17 октября 2021) — германский государственный и политический деятель. Работал преподавателем химии в университете, затем стал заниматься политической деятельностью, вступив в партию Христианско-демократический союз ГДР (ХДС). В 1990 году стал заместителем председателя ХДС и министром в правительстве в последние месяцы существования Германской Демократической Республики (ГДР).

## Биография
Родился в разгар Второй мировой войны в курортном городке на юге центральной части Германии. Его отец был канцелярским работником. Вторая мировая война закончилась незадолго до того, как ему исполнилось четыре года, и весь регион стал советской оккупационной зоной на территории поверженной Германии. Когда ему было восемь лет, в октябре 1949 года, создание Германской Демократической Республики официально положило конец советской военной администрации, появилось автономное германское государство с конституционным устройством, тесно связанным с Советским Союзом и группой советских войск в Германии, поддерживаемым Москвой. В 1954 году присоединился к Союзу свободной немецкой молодёжи, который фактически был «молодёжным крылом» Социалистической единой партии Германии (СЕПГ). В 1959 году присоединился к Христианско-демократическому союзу, который в соответствии с действовавшими тогда конституционными положениями был одной из нескольких блоковых партий, действовавших под контролем СЕПГ через административную структуру под названием Национальный фронт ГДР. В 1964 году также присоединился к Объединению свободных немецких профсоюзов. С 1959 по 1964 год учился в Технической академии Лойна-Мерсебург, получив диплом по химии.
Жил в Лойне с 1964 по 1971 год, работая научным сотрудником. Получил докторскую степень в 1968 году за диссертацию по науке о поверхности и катализу. С 1971 года работал лектором-исследователем в Лойне. С 1974 по 1977 год работал химиком-исследователем на заводе VEB Leunawerke, первоначально принадлежавшем BASF, а после 1949 года — крупнейшему химическому заводу Восточной Германии. Тем не менее он сохранил свои связи с академическим миром, получив в 1976 году хабилитационную степень. В 1977 году был назначен лектором. В 1982 году перешёл в Лейпцигский университет Карла Маркса в качестве профессора технической химии.
Хотя Германская Демократическая Республика была официально основана только в 1949 году, основа для возврата к однопартийному правительству была заложена в апреле 1946 года в результате слияния старой Коммунистической партии с умеренно-левой Социал-демократической партии Германии (СДПГ). С 1950 года выборы были организованы таким образом, чтобы примерно 99 % голосов досталось правящей СЕПГ, но партии блока также получили фиксированную квоту мест в Народной палате ГДР. С 1971 по октябрь 1990 года Карл-Херманн работал в должности члена Народной палаты. С 1970 года также был членом регионального комитета ХДС в Мерзебурге и районного комитета партии в Галле.
В декабре 1989 года стал заместителем председателя ХДС, через месяц после того, как произошла мирная революция в ГДР и была демонтирована Берлинская стена, что привело к объединению страны в октябре 1990 года. С 1989 года работал заместителем министра тяжелой промышленности. В 1990 году после проведения парламентских выборов в ГДР он занял должность министра охраны окружающей среды и природы, безопасности реакторов и энергетики при председателе Лотаре де Мезьере. В его основные обязанности входили: вывод из эксплуатации основных источников загрязнения в старой химической промышленности ГДР и закрытие АЭС Грайфсвальд. Ему также было поручено вести переговоры с ФРГ о «экологическом союзе» между двумя Германиями, наряду с договорами на поставку газа и электроэнергии.
В октябре 1990 года исполнял обязанности государственного представителя недавно воссозданной земли Саксония-Анхальт до избрания премьер-министром Герда Гиса.
После окончания политической карьеры вернулся в Лейпцигский университет. До конца 1991 года работал частным бизнес-консультантом. Вскоре после этого стал директором по исследованиям в компании TUI Group и взялся за проект по разработке технологии или системы для снижения высокого уровня выбросов диоксида углерода компанией. Начал работу над системой, использующей хлореллу (водоросли), выращенную в лаборатории. Три года спустя исследования продвинулись до такой степени, что пилотный проект был готов к запуску, но TUI Group была преобразована в компанию, занимающуюся путешествиями и туризмом, и она больше не была заинтересована проектом, которым занимался Штайнберг. Однако, он продолжал верить в этот проект и основал отдельный бизнес с технологией биореактора под своим руководством.
Нашел поддержку как в частном секторе, так и в местной администрации Саксонии-Анхальт, которая предложила ему основать бизнес в Клётце, примерно в 20 км к северо-востоку от Вольфсбурга. Раннее производство не обошлось без неудач, и стало ясно, что проект необходимо будет развивать при коммерческой поддержке более крупной корпорации, в результате чего в 2008 году бизнес перешел компании Roquette Frères, частного многонационального диверсифицированного производственного конгломерата, специализирующегося на крахмалах и продуктах для медицины, косметики и пищевых продуктах.

## Награды
Карл-Херманн Штайнберг был награждён орденом «За заслуги перед Отечеством» в бронзе (1985 год) и орденом «Знамя Труда».